# لاريسا ماسييل
لاريسا ماسييل (بالبرتغالية: Larissa Maciel‏) هي ممثلة برازيلية، ولد في 31 أكتوبر 1977 في بورتو أليغري في البرازيل.

## وصلات خارجية
- لاريسا ماسييل على موقع IMDb (الإنجليزية)
- لاريسا ماسييل على موقع قاعدة بيانات الفيلم (الإنجليزية)